# Navin
Navin è un nome proprio di persona maschile usato in diverse lingue diffuse nel subcontinente indiano.

## Origine e diffusione
Deriva dal sanscrito नवीन (navin), che vuol dire nuovo". È quindi analogo per significato ai nomi Novella e Novak.
È attestato in varie lingue, fra cui hindi (नवीन), kannada (ನವೀನ್), malayalam (നവീൻ), marathi (नवीन), tamil (நவீன்) e telugu (నవీన్); in tutti questi casi, può essere traslitterato anche come Naveen.

## Persone

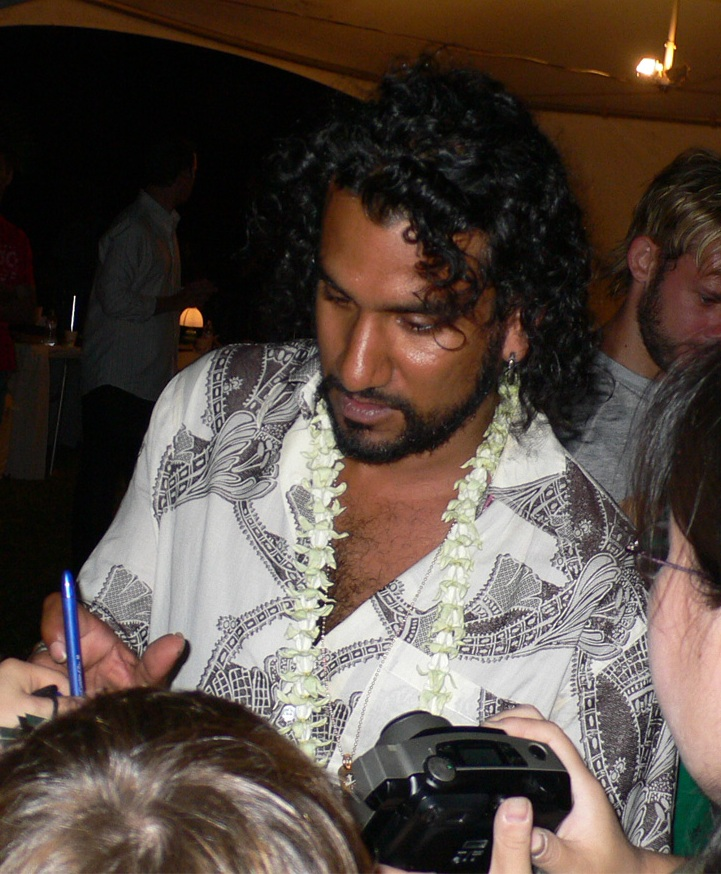
Naveen Andrews

### Variante Naveen
- Naveen Andrews, attore indiano

## Il nome nelle arti
- Naveen è uno dei protagonisti del film d'animazione Disney La principessa e il ranocchio.